# 2021년 KBO 리그 신인 드래프트
2021년 KBO 리그 신인 선수 지명 회의는 2020년에 진행된 신인 지명 회의이다.

## 지명 방식
2007년 지명부터 2016년 지명까지 실시되었던 홀수 라운드는 전년도 순위의 역순, 짝수 라운드는 전년도 순위대로 지명하는 방식, 소위 ㄹ자 지명방식이 폐지되면서, 2017년 신인드래프트부터 홀수, 짝수 라운드 상관없이 모든 라운드에서 전년도 순위의 역순으로 선수를 지명하는 소위 Z자 지명방식이 사용된다.
또한 1차지명에서 동일 학교내에서의 1차지명이 금지된다. 다만 전국권에서 지명하는 드래프트일 경우에는 제외한다. 작년 시즌 10-9-8위의 경우에는 연고지내에서 지명할만한 선수가 없으면 전국의 학교에서 지명할 수 있다. 
2차 지명 순서
- 모든 라운드 : 롯데 → 한화 → 삼성 → KIA → kt → NC → LG → SK → 키움 → 두산

## 지명결과

### 1차 지명
- 10개 구단의 1차지명을 8월 24일에 실시하였다.
- 지난 시즌 8~10위인 삼성 라이온즈, 한화 이글스, 롯데 자이언츠는 해당 일자에 연고 지역 선수를 지명하거나 8월 31일까지 전년도 성적의 역순으로 연고지 바깥의 타 지역 유망주를 지명할 수 있다.
- 서울 공동 연고권을 가지고 있는 서울 3개 팀은 키움 - 두산 - LG의 순서로 지명하였다.

| 구단          | 출신교           | 포지션 | 성명   | 계약금      |
| ------------- | ---------------- | ------ | ------ | ----------- |
| 두산 베어스   | 서울고등학교     | 내야수 | 안재석 | 2억원       |
| 키움 히어로즈 | 덕수고등학교     | 투수   | 장재영 | 9억원       |
| SK 와이번스   | 제물포고등학교   | 투수   | 김건우 | 2억원       |
| LG 트윈스     | 충암고등학교     | 투수   | 강효종 | 2억원       |
| NC 다이노스   |                  |        |        |             |
| kt 위즈       | 장안고등학교     | 투수   | 신범준 | 1억 7천만원 |
| KIA 타이거즈  | 광주제일고등학교 | 투수   | 이의리 | 3억원       |
| 삼성 라이온즈 | 대구상원고등학교 | 투수   | 이승현 | 3억 5천만원 |
| 한화 이글스   | 부산고등학교     | 내야수 | 정민규 | 1억 5천만원 |
| 롯데 자이언츠 | 장안고등학교     | 포수   | 손성빈 | 1억 5천만원 |

### 2차 지명
- 전 라운드에 걸쳐 전년도 순위의 역순으로 선수를 지명하는 소위 Z자 지명 방식이 적용된다.
- 코로나로 인해 지명 시기가 늦춰지면서 9월 21일 월요일에 진행하게 되었다.

| 라운드 | 롯데                                      | 한화                                      | 삼성                                           | KIA                                       | kt                                              | NC                                          | LG                                          | SK                                          | 키움                                      | 두산                                        |
| ------ | ----------------------------------------- | ----------------------------------------- | ---------------------------------------------- | ----------------------------------------- | ----------------------------------------------- | ------------------------------------------- | ------------------------------------------- | ------------------------------------------- | ----------------------------------------- | ------------------------------------------- |
| 1      | 김진욱 (강릉고,투수) (계약금:3억 7천만원) | 김기중 (유신고,투수) (계약금:1억 5천만원) | 이재희 (대전고,투수) (계약금:1억 5천만원)      | 박건우 (고려대,투수) (계약금:1억 3천만원) | 권동진 (원광대,내야수) (계약금:1억 5천만원)     | 김주원 (유신고,내야수) (계약금:1억 5천만원) | 이영빈 (세광고,내야수) (계약금:1억 3천만원) | 조형우 (광주일고,포수) (계약금:1억 3천만원) | 김휘집 (신일고,내야수) (계약금:1억원)     | 김동주 (선린인고,투수) (계약금:1억 2천만원) |
| 2      | 나승엽 (덕수고,내야수) (계약금:5억원)     | 송호정 (서울고,내야수) (계약금:1억원)     | 홍무원 (경기고,투수) (계약금:1억원)            | 장민기 (용마고,투수) (계약금:1억원)       | 한차현 (성균관대,투수) (계약금:1억원)           | 이용준 (서울디자인고,투수) (계약금:1억원)   | 김진수 (중앙대,투수) (계약금:1억원)         | 고명준 (세광고,내야수) (계약금:9천만원)     | 김준형 (성남고,투수) (계약금:8천만원)     | 최승용 (소래고,투수) (계약금:8천만원)       |
| 3      | 김창훈 (경남고,투수) (계약금:8천만원)     | 조은 (대전고,투수) (계약금:8천만원)       | 오현석 (안산공고,내야수) (계약금:8천만원)      | 이승재 (강릉영동대,투수) (계약금:8천만원) | 유준규 (군산상고,내야수) (계약금:8천만원)       | 오장한 (장안고,외야수) (계약금:8천만원)     | 조건희 (서울고,투수) (계약금:7천만원)       | 조병현 (세광고,투수) (계약금:7천만원)       | 김성진 (계명대,투수) (계약금:7천만원)     | 강현구 (인천고,외야수) (계약금:7천만원)     |
| 4      | 송재영 (라온고,투수) (계약금:6천만원)     | 장규현 (인천고,포수) (계약금:7천만원)     | 주한울 (배명고,외야수) (계약금:7천만원)        | 권혁경 (신일고,포수) (계약금:7천만원)     | 지명성 (신일고,투수) (계약금:7천만원)           | 한재승 (인천고,투수) (계약금:7천만원)       | 이믿음 (강릉영동대,투수) (계약금:7천만원)   | 장지훈 (동의대,투수) (계약금:6천만원)       | 이주형 (야탑고,외야수) (계약금:6천만원)   | 김도윤 (청주고,투수) (계약금:6천만원)       |
| 5      | 우강훈 (야탑고,투수) (계약금:4천만원)     | 배동현 (한일장신대,투수) (계약금:6천만원) | 김동진 (전 강릉영동대,내야수) (계약금:6천만원) | 이영재 (유신고,외야수) (계약금:6천만원)   | 김영현 (동성고,투수) (계약금:6천만원)           | 오태양 (청원고,내야수) (계약금:6천만원)     | 김형욱 (부산고,내야수) (계약금:6천만원)     | 박정빈 (경기고,외야수) (계약금:5천만원)     | 김시앙 (광주동성고,포수) (계약금:5천만원) | 임태윤 (경동고,내야수) (계약금:5천만원)     |
| 6      | 정우준 (강릉영동대,투수) (계약금:5천만원) | 조현진 (마산고,내야수) (계약금:5천만원)   | 홍승원 (성남고,투수) (계약금:5천만원)          | 김원경 (비봉고,내야수) (계약금:5천만원)   | 최성민 (동성고,외야수) (계약금:5천만원)         | 김준상 (성남고,내야수) (계약금:5천만원)     | 김지용 (라온고,투수) (계약금:4천만원)       | 박형준 (대구고,외야수) (계약금:4천만원)     | 김현우 (개성고,외야수) (계약금:5천만원)   | 이상연 (부산고,투수) (계약금:4천만원)       |
| 7      | 이병준 (개성고,투수) (계약금:3천만원)     | 이준기 (경기상고,투수) (계약금:4천만원)   | 김세민 (청담고,포수) (계약금:4천만원)          | 장시현 (충암고,내야수) (계약금:4천만원)   | 윤세훈 (야탑고,투수) (계약금:4천만원)           | 조성현 (인천고,투수) (계약금:4천만원)       | 김유민 (덕수고,투수) (계약금:4천만원)       | 조요한 (동강대,투수) (계약금:4천만원)       | 양경식 (제물포고,내야수) (계약금:4천만원) | 강원진 (백송고,투수) (계약금:4천만원)       |
| 8      | 최우인 (서울고,투수) (계약금:3천만원)     | 김규연 (공주고,투수) (계약금:4천만원)     | 이창용 (강릉영동대,내야수) (계약금:4천만원)    | 이준범 (동성고,내야수) (계약금:3천만원)   | 김건형 (美보이시주립대,외야수) (계약금:4천만원) | 김정호 (성균관대,포수) (계약금:4천만원)     | 김대현 (성지고,투수) (계약금:3천만원)       | 장우준 (개성고,투수) (계약금:3천만원)       | 정연제 (한일장신대,투수)                  | 박성재 (부산고,포수) (계약금:3천만원)       |
| 9      | 김정주 (제물포고,투수) (계약금:3천만원)   | 안진 (경기상고,포수) (계약금:3천만원)     | 김현준 (개성고,외야수) (계약금:3천만원)        | 김선우 (강릉고,포수) (계약금:3천만원)     | 정주원 (영남대,투수) (계약금:3천만원)           | 김재중 (서울고,외야수) (계약금:3천만원)     | 송승기 (야탑고,투수) (계약금:3천만원)       | 박제범 (인상고,포수) (계약금:3천만원)       | 이재홍 (고려대,내야수) (계약금:3천만원)   | 김주완 (동강대,투수) (계약금:3천만원)       |
| 10     | 권동현 (부경고,투수) (계약금:2천만원)     | 문승진 (서울고,투수) (계약금:3천만원)     | 이기용 (용마고,투수) (계약금:3천만원)          | 박대명 (동성고,투수) (계약금:3천만원)     | 김민서 (율곡고,내야수) (계약금:3천만원)         | 김진우 (군산상업고,투수) (계약금:3천만원)   | 박민호 (경남대,포수) (계약금:3천만원)       | 권혁찬 (홍익대,내야수) (계약금:2천만원)     | 장민호 (배재고,투수)                      | 양현진 (영문고,외야수) (계약금:3천만원)     |

- 'Z'자 방식으로 지명 순서를 정함.

## 에피소드
- 키움 히어로즈의 전 감독인 장정석의 장남이자 에이스, 드래프트 최대어인 장재영이 드래프트에 나오게 된다. 1학년때부터 에이스로 맹활약하였으며, 2학년때는 청소년대표팀에도 선발되었다. 하지만 아버지인 장정석 전 감독이 준우승을 하고도 재계약이 불발되면서 미국으로 간다는 소문이 있었으나, 최종적으로 국내 잔류를 확정하면서 키움행이 확정되었다.
- 이번 1차지명에서는 광주제일고등학교의 이의리, 대구상원고등학교의 이승현, 제물포고등학교의 김건우등 좌완 선수들이 대거 지명을 받을것으로 예상되었다.
- 장재영과 전국 랭킹 1위를 다투는 강릉고등학교의 김진욱은 중학교 전학 이력으로 인해 1차지명에서 제외가 되었는데, 사실상 2차지명 전체 1순위로  롯데 자이언츠행이 확정적이라 보고 있다. 이미 팬들사이에서는 롯진욱으로 불리고 있다.
- 이번 신인 드래프트에서는 사이드암이 별로 없다.
- 해외파가 나오지 않는다.
- NC 다이노스가 1차 지명에서 김해고의 김유성을 지명하였으나, 중학교 시절 학교폭력으로 인해 지명 철회하였다.
- 장안고등학교에서 연고지 1차지명과 전국단위 1차지명으로 1차지명자 2명을 배출하였다.
- 신인드래프트 최대어였던 김진욱은 예상대로 전체 1순위로 롯데 자이언츠에 지명되었다. 1라운드에서 야수는 5명이나 지명되었다.
- KIA 타이거즈의 1라운드 지명을 받은 박건우는 전 두산, 해태, 쌍방울의 선수였던 안양대학교 총장 박노준의 조카이다.
- LG 트윈스의 1라운드 지명을 받은 이영빈은 전 빙그레-한화, 쌍방울, SK 야구선수였던 이민호의 아들이다.
- 두산 베어스의 1라운드 지명을 받은 김동주는 전 두산 베어스 선수였던 김동주와 동명이인이다. 공교롭게도 같은팀이다.
- LG 트윈스의 6라운드 지명은 받은 김지용과 8라운드 지명을 받은 김대현은 같은팀에 동명이인이 있다.
- LG 트윈스의 10라운드 지명은 받은 박민호는 현재 SK 와이번스의 투순인 박민호와 동명이인이다.
- 키움 히어로즈의 9라운드 지명을 받은 이재홍은 4년전에도 키움 히어로즈에 10라운드 지명을 받았었다.
- 신인드래프트 뜨거운 감자였던 덕수고의 나승엽은 2라운드에서 롯데 자이언츠의 지명을 받았고 결국, 계약에 성공했다.
- 전 KIA 타이거즈 감독이였던 김기태의 아들인 김건형은 8라운드 KT에 지명을 받았다.
- 트라이아웃 최대어였던 김동진은 5라운드 삼성에 지명을 받았다.
- 대졸포함 서울고등학교가 7명으로 가장 많은 지명자를 배출하였고, 광주동성고등학교가 6명으로 뒤를 이었다. 그다음으로 인천고등학교, 세광고등학교가 5명이 지명을 받았다.
- 경기상업고등학교, 청담고등학교, 인상고등학교는 창단 첫 프로진출 선수를 배출하였다.

## 출신 학교 별 정리

### 서울
- 덕수고등학교 - 장재영(키움, 1차지명), 박건우(고려대-KIA, 1라운드), 나승엽(롯데, 2라운드), 김유민(LG, 7라운드)
- 서울고등학교 - 안재석(두산, 1차지명), 송호정(한화, 2라운드), 조건희(LG, 3라운드), 정우준(강릉영동대-롯데, 6라운드), 최우인(롯데, 8라운드), 김재중(NC, 9라운드), 문승진(한화, 10라운드)
- 충암고등학교 - 강효종(LG, 1차지명), 장시현(KIA, 7라운드)
- 신일고등학교 - 김휘집(키움, 1라운드), 권혁경(KIA, 4라운드), 지명성(KT, 4라운드)
- 선린인터넷고등학교 - 김동주(두산, 1라운드)
- 경기고등학교 - 홍무원(삼성, 2라운드), 배동현(한일장신대-한화, 5라운드), 박정빈(SK, 5라운드)
- 서울디자인고등학교 - 이용준(NC, 2라운드)
- 성남고등학교 - 김준형(키움, 2라운드), 홍승원(삼성, 6라운드), 김준상(NC, 6라운드)
- 휘문고등학교 - 이승재(강릉영동대-KIA, 3라운드)
- 배명고등학교 - 주한울(삼성, 4라운드)
- 청원고등학교 - 오태양(NC, 5라운드)
- 경동고등학교 - 임태윤(두산, 5라운드), 정주원(영남대-KT, 9라운드)
- 경기상업고등학교 - 이준기(한화, 7라운드), 안진(한화, 9라운드)
- 성지고등학교 - 김대현(LG, 8라운드)
- 배재고등학교 - 장민호(키움, 10라운드)

### 인천
- 제물포고등학교 - 김건우(SK, 1차지명), 양경식(키움, 7라운드), 김정주(롯데, 9라운드)
- 인천고등학교 - 강현구(두산, 3라운드), 장규현(한화, 4라운드), 한재승(NC, 4라운드), 조성현(NC, 7라운드), 권혁찬(홍익대-SK, 10라운드)

### 경기
- 장안고등학교 - 신범준(KT, 1차지명), 손성빈(롯데, 1차지명), 오장한(NC, 3라운드)
- 유신고등학교 - 김기중(한화, 1라운드), 김주원(NC, 1라운드), 이영재(KIA, 5라운드)
- 소래고등학교 - 최승용(두산, 2라운드)
- 안산공업고등학교 - 오현석(삼성)
- 라온고등학교 - 송재영(롯데, 4라운드), 김지용(LG, 6라운드)
- 야탑고등학교 - 이주형(키움, 4라운드), 우강훈(롯데, 5라운드), 윤세훈(KT, 7라운드), 송승기(LG, 9라운드)
- 비봉고등학교 - 김원경(KIA, 6라운드)
- 청담고등학교 - 김세민(삼성, 7라운드), 김주완(동강대-두산, 9라운드)
- 백송고등학교 - 강원진(두산, 7라운드)
- 신흥고등학교 - 이창용(강릉영동대-삼성, 8라운드)
- 율곡고등학교 - 김민서(KT, 10라운드)

### 충청
- 대전고등학교 - 이재희(삼성, 1라운드), 조은(한화, 3라운드)
- 세광고등학교 - 권동진(원광대-KT, 1라운드), 이영빈(LG, 1라운드), 고명준(SK, 2라운드), 조병현(SK, 3라운드), 정연제(한일장신대-키움, 8라운드)
- 청주고등학교 - 김도윤(두산, 4라운드)
- 공주고등학교 - 김규연(한화, 8라운드)

### 강원
- 강릉고등학교 - 김진욱(롯데, 1라운드), 이믿음(강릉영동대-LG, 4라운드), 김선우(KIA, 9라운드)
- 설악고등학교 - 김동진(강릉영동대(중퇴)-이시카와 밀리언 스타즈-파주 챌린저스-삼성, 5라운드)

### 대구,경북
- 대구상원고등학교 - 이승현(삼성, 1차지명), 박민호(경남대-LG, 10라운드)
- 포항제철고등학교 - 한차현(성균관대-KT, 2라운드), 김정호(성균관대-NC, 8라운드)
- 대구고등학교 - 박형준(SK, 6라운드)
- 영문고등학교 - 양현진(두산, 10라운드)

### 부산,경남
- 부산고등학교 - 정민규(한화, 1차지명), 김형욱(LG, 5라운드), 이상연(두산, 6라운드), 박성재(두산, 8라운드)
- 마산용마고등학교 - 장민기(KIA, 1라운드), 이기용(삼성, 10라운드)
- 경남고등학교 - 김창훈(롯데, 3라운드)
- 부산정보고등학교 - 김성진(계명대-키움, 3라운드)
- 김해고등학교 - 장지훈(동의대-SK, 4라운드)
- 마산고등학교 - 조현진(한화, 6라운드)
- 개성고등학교 - 김현우(키움, 6라운드), 이병준(롯데, 7라운드), 장우준(SK, 8라운드), 김현준(삼성, 9라운드)
- 부경고등학교 - 권동현(롯데, 10라운드)

### 전북
- 군산상업고등학교 - 김진수(중앙대-LG, 2라운드), 유준규(KT, 3라운드), 김진우(NC, 10라운드)
- 인상고등학교 - 박제범(SK, 9라운드)

### 광주,전남
- 광주제일고등학교 - 이의리(KIA, 1차지명), 조형우(SK, 1라운드), 조요한(동강대-SK, 7라운드)
- 광주동성고등학교 - 김영현(KT, 5라운드), 김시앙(키움, 5라운드), 최성민(KT, 6라운드), 이준범(KIA, 8라운드), 이재홍(고려대-키움, 9라운드), 박대명(KIA, 10라운드)

### 기타
- 김건형(보이시주립대-KT, 8라운드)